# Claude L. Hulet
Claude Lyle Hulet (22 de dezembro de 1920 - 22 de agosto de 2017) foi um professor do Departamento de Espanhol e Português da Universidade da Califórnia em Los Angeles (UCLA), que prestou valiosos serviços na divulgação da cultura e literatura brasileira.
Membro Correspondente da Academia Brasileira de Letras, ocupando a cadeira 15.
Está sepultado no Riverside National Cemetery.